# Azure DevOps Server
Azure DevOps Server，舊稱Team Foundation Server（TFS），是一个分布式版本控制／软件配置管理软件，2005年由微軟所開發。為Visual SourceSafe舊软件後續版本。

## 外部連結
- Team Foundation Server: At Work（页面存档备份，存于）
- Visual Studio 2005 Team System: Enterprise-Class Source Control（页面存档备份，存于）